# Frederick Karlomuana Timakata
Frederick „Fred“ Karlomuana Timakata (* 1936 oder 1937 auf Émaé; † 21. März 1995) war ein vanuatuischer Politiker.
Timakata wurde zum Lehrer ausgebildet und später Pastor. Er war einige Zeit als Pastor auf verschiedenen Inseln und dann am Pacific Theological College tätig. 1971 gehörte er zu den Mitbegründern der New Hebrides National Party und 1973 wurde er deren Vizepräsident. 1979 wurde er Mitglied der Nationalversammlung. Nach der Unabhängigkeit (1980) war er von 1985 bis 1988 Parlamentspräsident, 1988 bis 1989 Gesundheitsminister sowie vom 17. Februar bis zum 8. März 1984 kommissarischer Präsident und vom 30. Januar 1989 bis 30. Januar 1994 Präsident von Vanuatu.